# Honnō
Honnō (ホンノウ?) è il secondo singolo da solista di Masami Shiratama, e vede la collaborazione del rapper Yūsuke.

## L'album
Il singolo contiene due canzoni, entrambe scritte e cantate da Shiratama (qui accreditato come "Tama", come in tutte le sue pubblicazioni soliste) e Yūsuke. È stato pubblicato il 29 maggio 2007, benché sul sito di Shiratama fosse stato annunciato per il 23 marzo; i motivi della posticipazione sono sconosciuti. Per il singolo venne girato anche un videoclip, nel quale tuttavia non compare Yūsuke.
È stata pubblicata anche un'edizione limitata del singolo, contenente, oltre al disco, anche un adesivo.

## Lista tracce
Testi e musiche di Tama e Yūsuke.
1. Honnō (ホンノウ?) – 4:14
2. Find the way – 6:04